# Jacques Aumont
Jacques Aumont (Avinhão, 25 de fevereiro de 1942) é um teórico de cinema, escritor e professor universitário francês. Leciona atualmente na Universidade de Paris 3 (Nova Sorbonne) e na EHESS (Escola de Estudos Avançados em Ciências Sociais). Escreve regularmente na revista Cinéma (Editora Léo Scheer) e dirige o Centro de História do Cinema da Cinemateca Francesa.
Jacques Aumont começou sua carreira (1965-1970) como engenheiro na ORTF (agência pública francesa de rádio e televisão). Em 1967 começou a fazer parte da redação da revista Cahiers du cinéma, onde permaneceu até 1974. Depois de realizar alguns filmes institucionais e experimentais, optou pela carreira universitária. Lecionou primeiramente na Universidade de Paris 1 (de 1970 a 1976), depois na Universidade de Lyon (de 1976 a 1983). Poliglota, também deu cursos em Berkeley, Madison (Wisconsin), Iowa City, Nijmegen (Holanda) e Lisboa. 
Seu pensamento e suas análises, rigorosas e expressas com elegância, causaram grande impacto nos estudos teóricos de cinema, mesmo além das fronteiras da Universidade. Foi um dos primeiros teóricos a se interessar pela figuralidade no cinema, numa época em que os procedimentos narrativos eram o objeto da maior parte dos estudos sobre cinema. Esta sua atenção ao figurativo permitiu-lhe aprofundar-se em temas como as relações entre pintura e cinema, assim como a constituição e a percepção da imagem cinematográfica em comparação com as demais artes visuais.
Além disso, participou da redação de obras coletivas de caráter didático sobre cinema, destinadas tanto a cinéfilos quanto a estudantes da área, como "A Estética do filme" e o "Dicionário teórico e crítico do cinema", quase sempre em parceria com seu colega de universidade Michel Marie.